# 長島弘樹
長島 弘樹（ながしま ひろき、1988年4月26日 - ）は、日本のナレーター。元東海テレビ・富山テレビアナウンサー。

## 来歴・人物
富山県射水市出身。富山県立高岡高等学校、明治大学卒業後、2011年東海テレビに入社。同期入社は武裕美（現・フリー）、浦口史帆。
趣味は自動車模型製作、写真、ツーリング。特技は自動車のイラスト、男声ファルセット（高校時代は女声合唱団に所属しており、その声を生かして『FNS27時間テレビ (2012年)』の『FNSアナウンサーがんばった歌謡大賞』に出場した）。好きなものは自動車ラリー観戦、フランス車、ZARD。
2019年6月末をもって東海テレビを退社。退社後はアナウンサー活動を休止し、実家のある富山で兼業農家として生活する傍ら、富山テレビの番組などにナレーターとして出演。
2023年1月、富山テレビに入社しニュースキャスターなどを務めたのち、2025年3月に退社・独立。

## エピソード
- 『U・LA・LA@7』出演当時、その落ち着きや趣味などからMCであるSHELLYから「おじいちゃん」と呼ばれていた。
- 東海テレビの各番組において、自ら製作したジオラマ模型やミニチュアによる解説をすることがあった[6][7][8][9][10]。
- スイッチ!で共演するWエンジンチャンカワイとはZARDファン同士であり、フィルムコンサートにも出掛けるなど親交がある[11]。

## 担当番組
- 羽鳥慎一モーニングショー（テレビ朝日）2025年4月1日 - ナレーション

## 過去の出演番組
■東海テレビ
- スイッチ!（初代司会、2013年4月 - 2019年3月29日）[注 1]
- ニュースOne（フィールドキャスター【火・金曜日】、2019年4月2日 - 2019年6月28日）
- 福田彩乃のハツモノ（ナレーション、2015年10月8日 - 2017年3月23日）
- Power of Music（ナレーション、2015年4月 - 9月）
- xMusic（ナレーション他、2012年10月 - 2015年3月） 不定期で番組内コーナーも担当（『SPYAIRのイマジメシ』など）
- ぷれサタ!『おでかけランキング』プレゼンター
- きょうのアナ。（月）『アナ×産地！、アナ×モーニング！』他
- コチラのトキメキのりものがたり　（ナレーション）

- FNS27時間テレビ (2012年)FNSアナウンサーがんばった歌謡大賞（ファンタジー賞）
- わがまま!気まま!旅気分(BSフジ・不定期出演、ナレーション)
- FNN東海テレビスーパーニュース「ウラなう。」週末おでかけコーナー（2011年8月 - 2012年3月）、『きにナール！』(2012年8月 - 2013年3月)
- 視聴者参加型生クイズ お茶の間アンサー!（司会代行[注 2]、2014年5月2日）
- FNN東海テレビスピーク、 ニュースJAPAN(東海ローカルパート)
- 「栄に集合！ご当地グルメ15連発」1時間公開生放送　中継担当(2012年11月3日)

■富山テレビ
- ライブBBT（月～金メインキャスター 2023年4月 - 2025年3月）
- BBTドキュメンタリーズ　ナレーション（不定期）
- 『忘れない～コロナ3年の記録～』（2023年6月、ナレーション、第40回FNSアナウンス大賞年間大賞作品）[12]
- BBTニュース
- FNN北陸中日新聞 日曜夕刊
- 富山マラソン（実況、2023年 - 2024年）
- 北陸オープンゴルフ（ラウンドリポーター、2023年 - 2024年）
- 春高バレー富山県決勝（男子実況）
- カターレ富山 J3中継 （実況、2023年10月 愛媛FC戦）

■東京MXテレビ
- U・LA・LA@7（TOKYO MX）第1期学生アナウンサー（2009年4月 - 9月）[注 3]